# СНО-2
Договір між Росією і США про подальше скорочення і обмеження стратегічних наступальних озброєнь (Договір СНО-2, рос. СНВ-2, англ. START II, for Strategic Arms Reduction Treaty) був підписаний президентами Росії Борисом Єльциним та США Джорджем Бушем старшим 3 січня 1993 в Москві. Договір забороняв використання балістичних ракет з головними частинами що розділяються. Хоча він був ратифікований парламентами обох держав, він так і не набув чинності. У відповідь на вихід 14 червня 2002 США з договору про ПРО від 1972 Росія вийшла з СНО-2. Він був замінений м'якшим договором СНП, підписаним у травні 2002.

## Зміст договору
Невід'ємною частиною Договору СНО-2 при підписанні були
- Меморандум про зарахування боєзарядів і про дані про важкі бомбардувальники;
- Протокол про процедури, що регламентують ліквідацію важких МБР і переобладнання їх шахтних пускових установок (ШПУ);
- Протокол про покази і інспекції важких бомбардувальників,
- Протокол до Договору від 3 січня 1993 року, підписаний в Нью-Йорку 26 вересня 1997 року.

Основним положенням Договору СНО-2 стало зобов'язання Росії і США здійснити скорочення кількості боєзарядів на стратегічних носіях до рівня в 3000-3500 одиниць. При цьому на балістичних ракетах морського базування не може бути розміщено більше 1750 боєзарядів. Іншим ключовим положенням Договору була вимога ліквідації всіх балістичних ракет наземного базування, оснащених більш ніж одним боєблоком і всіх важких ракет. Пускові установки ракет з головними частинами індивідуального наведення (РГЧ ІН) повинні бути або ліквідовані, або переобладнані в пускові установки моноблочних ракет. Усі пускові установки важких ракет, а також самі ракети підлягали знищенню відповідно до передбаченої Договором процедурою. Виняток зроблено для 90 пускових установок, які можуть бути переобладнані для розміщення моноблочних ракет за умови дотримання спеціальної процедури.
Договір СНО-2 передбачав помітне прискорення графіка скорочень порівняно з початково передбаченим у Договорі СНО-1. По закінченні семирічного терміну, відпущеного СНО-1 для проведення скорочень ядерних боєзарядів до рівня 6000 одиниць, тобто до 5 грудня 2001 року у Росії і США на розгорнутих носіях повинно було залишитися не більше 4250 боєзарядів. При цьому скорочення кількості важких ракет також прискорювалося — по закінченні семирічного терміну у Росії мало залишитися не більше 65 важких ракет. Датою остаточного завершення передбачених Договором СНО-2 скорочень було встановлено 1 січня 2003 року.
Оскільки при розробці Договору передбачалося, що значна частина скорочень боєзарядів може здійснюватися за допомогою зняття бойових блоків з розгорнутих систем, у Договорі СНО-2 були зняті практично всі обмеження на зменшення кількості боєзарядів, що значаться за балістичними ракетами. Одночасно з пом'якшенням обмежень на кількість розвантажених боєзарядів, Договір СНО-2 знімав вимога про те, щоб при розвантаженні ракети більш, ніж на два боєзаряди, здійснювалося знищення платформи розведення. У тому числі було знято вимогу про знищення платформи розведення ракет Minuteman III, яке існує в Договорі СНО-1.
Істотною відмінністю нового договору від СНО-1 став перехід до зарахування кількості крилатих ракет, що значаться за бомбардувальниками за максимальним оснащенням бомбардувальників. Крім цього, Договір СНО-2 дозволяв переоснащення до 100 бомбардувальників, не оснащених крилатими ракетами повітряного базування (КРПБ), для виконання неядерних задач, при цьому залишаючи можливість їхнього зворотного оснащення для виконання ядерних завдань.
Договір СНО-2 мав вступити в силу в день обміну ратифікаційними грамотами, але не раніше набрання чинності Договору про СНО-1.

## Процес ратифікації
26 вересня 1997 в Нью-Йорку міністр закордонних справ Росії і державний секретар США підписали Протокол до Договору СНО-2, який передбачав відстрочку здійснення Договору на п'ять років — з 31 грудня 2001 до 31 грудня 2007 року. Відстрочка була пов'язана з тим, що здійснення першого етапу виконання Договору відповідно до його статті I мало б завершитися протягом семи років з моменту набуття чинності Договору СНО-1 (він набув чинності 5 грудня 1994 року), тобто до 31 грудня 2001 року. Це означало, що у разі ратифікації Договору СНО-2, наприклад в 1997—1998 роках, час на його виконання скорочувався б значно — на 3-4 роки.
Російська сторона ратифікувала Договір в пакеті з Протоколу 14 квітня 2000 року з умовою збереження договору щодо ПРО. США ратифікували Договір в січні 1996 року, однак Договір в пакеті з Протоколом від 26 вересня 1997 року на ратифікацію не виносився і, відповідно, вважався не ратифікованим.
Після виходу США з договору щодо ПРО 13 червня 2002, російська сторона заявила про припинення зобов'язань за договором СНО-2. 14 червня 2002 було опубліковано Заяву МЗС Росії, в якій говорилося, що у зв'язку з діями США, «Російська Федерація відзначає відсутність будь-яких передумов для набуття чинності Договору СНО-2 і не вважає себе пов'язаної передбаченим міжнародним правом зобов'язанням утримуватися від дій, які могли б позбавити цей Договір об'єкта і мети».